# Хетик Цаболов
Хетаг Николаевич Цаболов (осет. Цæболты Николайы фырт Хетæг; Владикавказ, 17. новембар 1991) је руски и српски рвач слободним стилом, осетинског порекла.

## Биографија
Представљајући Русију, освојио је златну медаљу на Светском првенству 2014, које се одржало у Ташкенту, главном граду Узбекистана, а освојио је сребрну медаљу на Светском првенству 2017. у Паризу. Цаболов је такође био и јуниорски светски шампион 2011. године.
Од фебруара 2021. године се такмичи под заставом Србије.
На Светском првенству у рвању 2023. одржаном у Београду освојио је бронзану медаљу и тако се квалификовао на Летње олимпијске игре 2024.
Освојио је четврто место на Летњим ОИ 2024.